# Chamil Mahmudbeyov
Chamil Mahmudbeyov, (en azéri : Şamil Fəraməz oğlu Mahmudbəyov), né le 6 février 1924 à Nakhitchevan  et mort le 20 mai 1997 à Bakou, est un acteur, réalisateur et scénariste soviétique et azerbaïdjanais, artiste émérite de la RSS d'Azerbaïdjan (1976), lauréat du Prix d'État de la RSS d'Azerbaïdjan.

## Biographie
En 1943, Chamil Faramaz oghlu Mahmudbeyov rejoint l'armée et participe à plusieurs batailles de la Grande Guerre patriotique. Après sa libération, le réalisateur entre à l'Institut cinématographique d'État de toute l'Union à Moscou et devient l'élève du réalisateur Sergueï Guerassimov et de l'actrice T. Makarova. Il travaille comme réalisateur au Studio Baku Film depuis 1954. Il travaille comme deuxième réalisateur dans les films Rencontre (1955), Les Pierres noires et réalise des documentaires sur l'envoi de livres par courrier, la sécurité du travail à l'usine, la longévité en Azerbaïdjan et la vie au Nakhitchevan.
Le premier film de Ch. Mahmudbeyov est le court métrage Les Biens mal acquis. Le réalisateur écrit la comédie lyrique Roméo est mon voisin, la nouvelle Une petite fille à la peau brune (1966), qui a été incluse dans l'almanach cinématographique Terre. Mer. Feu. Ciel, La vie nous met à l'épreuve, L'Aventure du violon, Quatre Dimanches, Derviche fait exploser Paris (avec K. Rustambayev), Quand le hibou arrive, Dans le Feu, Le Conte d'une grenade solitaire (avec H. Turabov). Le film, Le Pain partagé, réalisé en 1969, qui parle des premières années d’après-guerre, a apporté une grande renommée au réalisateur. Pour cette œuvre il reçoit le Prix d'État et, désormais, Le Pain partagé.est inclus dans le Fonds d'Or de l'Azerbaïdjan.  
Chamil Mahmudbeyov joue le rôle du fugitif Alimardan dans le film Invincible bataillon et joue le personnage de  Samvel dans le long métrage Le Cri. Le réalisateur, gravement malade, ne termine pas les derniers téléfilms Mur et Humain.

## Prix
- Titre honorifique d'"Ouvrier émérite de la RSS d'Azerbaïdjan" - 23 décembre 1976
- Prix d'État de la RSS d'Azerbaïdjan - 29 septembre 1970
- Titre honorifique d'"Ouvrier émérite de la RSS d'Azerbaïdjan" - 23 décembre 1976[4]
- Prix d'État de la RSS d'Azerbaïdjan - 29 septembre 1970